# منزل کامل
منزل کامل (به عربی: منزل کامل) یک شهرک در تونس است که در استان منستیر واقع شده‌است. منزل کامل ۸٬۴۳۲ نفر جمعیت دارد.